# 俵有希子
俵 有希子（たわら ゆきこ、1990年2月4日 - ）は、日本の元女性タレント。
神奈川県出身。
タレントの俵小百合は、実妹。

## 略歴
- 1999年 - エクスィード・アルファに所属し、芸能界デビュー。後にキリンプロに移籍。
- 2000年 - NHK教育『天才てれびくんワイド』にてれび戦士として3年間出演。
- 2005年 - 芸能界を引退。

## 作品

### 音楽ソフト
- たった一度の誕生日（2001年8月22日、ポリスター）

### 映像ソフト
- Petit 俵有希子（2001年）
- HATSUKOI 初恋（2003年）
- Pure Angle

## 出演

### バラエティ
- 天才てれびくんワイド（2000年4月3日 - 2003年4月3日、NHK教育テレビ） - てれび戦士

### 映画
- 自殺キャロット（2004年） - 主演・川瀬妙子 役

### 舞台
- あの晩、星が教えてくれた（2004年） - 宮本由利 役

### CM
- 共立食品
- 小学三年生（2000年5月号、小学館） - スチル
- 学習システム（2000年、小学館） - スチル
- 日本航空（2001年） - スチル
- なかよし（2001年8月号、講談社） - スチル

## 書籍

### 写真集
- Pure Angle（ソフトガレージ社）
- Pure Angle2（ソフトガレージ社）
- ふたり遊び（桜桃書房社）